# Джессіка Ленгофф
Джессіка Ленгофф (англ. Jessica Lehnhoff; нар. 15 березня 1980) — колишня американська тенісистка.
Найвищу одиночну позицію світового рейтингу — 166 місце досягла 14 червня 2004, парну — 105 місце — 12 липня 2004 року.
Найвищим досягненням на турнірах Великого шолома було 3 коло в парному розряді.

## Фінали ITF
| Легенда         |
| --------------- |
| Турніри $50,000 |
| Турніри $25,000 |
| Турніри $10,000 |

### Одиночний розряд (2–0)
| Результат | Ранг | Дата              | Турнір               | Покриття | Суперниця           | Рахунок        |
| --------- | ---- | ----------------- | -------------------- | -------- | ------------------- | -------------- |
| Перемога  | 1.   | 23 червня 2002    | Даллас, США          | Тверде   | Вукірасіх Савондарі | 6–2, 6–1       |
| Перемога  | 2.   | 23 листопада 2003 | Нуріоотпа, Австралія | Тверде   | Накамура Айко       | 7–6(2), 7–6(2) |

### Парний розряд (10–5)
| Результат | Ранг | Дата              | Турнір                               | Покриття   | Партнерка         | Суперниці                          | Рахунок             |
| --------- | ---- | ----------------- | ------------------------------------ | ---------- | ----------------- | ---------------------------------- | ------------------- |
| Перемога  | 1.   | 8 січня 2002      | Таллахассі, США                      | Тверде     | Ванесса Вебб      | Івана Абрамович Джакелін Трейл     | 6–4, 6–3            |
| Перемога  | 2.   | 16 червня 2002    | Аллентаун (Пенсільванія), США        | Тверде     | Дженніфер Расселл | Таннер Кокрен Крістен Шлукебір     | 6–4, 6–7(4), 7–6(4) |
| Перемога  | 3.   | 23 червня 2002    | Даллас, США                          | Тверде     | Джулі Ротонді     | Ліза Андріяні Вукірасіх Савондарі  | 6–1, 6–1            |
| Перемога  | 4.   | 21 липня 2002     | Ойстер-Бей, США                      | Тверде     | Дженніфер Расселл | Ірина Селютіна Нана Міяґі          | 4–6, 6–4, 6–3       |
| Перемога  | 5.   | 5 травня 2003     | Сі-Айленд, США                       | Ґрунт      | Дженніфер Расселл | Ліза Макші Крістіна Вілер          | 6–3, 6–4            |
| Перемога  | 6.   | 14 липня 2003     | Ойстер-Бей (містечко, Нью-Йорк), США | Тверде     | Дженніфер Расселл | Ешлі Кергілл Келлі Лігган          | 6–2, 6–3            |
| Перемога  | 7.   | 22 липня 2003     | Лексінгтон (Кентуккі), США           | Тверде     | Джанет Лі         | Бріанн Стюарт Крістіна Вілер       | 6–3, 6–4            |
| Перемога  | 8.   | 14 вересня 2003   | Пічтрі-Сіті (Джорджія), США          | Тверде     | Лорен Калварія    | Аманда Огастус Мелані Маруа        | 4–6, 6–3, 6–1       |
| Перемога  | 9.   | 24 листопада 2003 | Маунт-Гамбір, Австралія              | Тверде     | Крістіна Вілер    | Бріанн Стюарт Саманта Стосур       | 7–5, 6–2            |
| Поразка   | 1.   | 28 лютого 2004    | Сент-Пол (Міннесота), США            | Тверде (i) | Труді Мусгрейв    | Ліенн Бейкер Франческа Любіані     | 7–6(3), 3–2 ret.    |
| Поразка   | 2.   | 4 квітня 2004     | Огаста, США                          | Тверде     | Джулія Дітті      | Франческа Любіані Машона Вашінгтон | 1–6, 3–6            |
| Перемога  | 10.  | 16 травня 2004    | Шарлотсвілл, США                     | Ґрунт      | Еріка Краут       | Вільмаріє Кастельві Суніта Рао     | 6–0, 6–1            |
| Поразка   | 3.   | 17 серпня 2004    | Бронкс, США                          | Тверде     | Крістіна Вілер    | Лі На Лю Наньнань                  | 7–5, 3–6, 3–6       |
| Поразка   | 4.   | 18 лютого 2007    | Алгарве, Португалія                  | Тверде     | Робін Стівенсон   | Марріт Бонстра Нікол Тейссен       | 3–6, 6–3, 2–6       |
| Поразка   | 5.   | 26 лютого 2007    | Портіман, Португалія                 | Тверде     | Робін Стівенсон   | Неуза Сілва Нікол Тейссен          | 4–6, 2–6            |